# ジョン・スティール (ドラマー)
ジョン・スティール（John Steel、1941年2月4日 - ）は、イギリスのミュージシャンで、長年にわたりイングランドのロック・バンド、アニマルズのドラマーを務めていた。1963年のバンド結成当初からドラマーを務め、現在のアニマルズで演奏している唯一のオリジナル・メンバー。1994年にはバンドと共にロックの殿堂入りを果たした。

## 生い立ち
ジョン・スティールは4人兄弟の末っ子。ゲーツヘッド・グラマー・スクールに通った。子供の頃、兄弟もピアノを習っていたが、後に音楽の道に進んだのはスティールだけだった。スティールは成長するにつれて、ビング・クロスビー、アル・ジョルソン、ファッツ・ウォーラー、シド・フィリップスなどのレコードに親しんでいた。